# Димитър Памуков
 Тази статия е за политика от БЗНС.  За фитотерапевта вижте Димитър Памуков (фитотерапевт).  
Димитър Николов Памуков е български политик от БЗНС (казионен).

## Биография
Роден е на 29 юни 1901 г. в Стара Загора. От 1921 г. е член на БЗНС. Участва в Септемврийското въстание при сраженията край Стара Загора. Арестуван и затворен. През 1924 г. е освободен след амнистия. Идейно се присъединява към левицата в БЗНС. По време на Априлските събития отново е арестуван и престоява в затвора до 1926 г. Става редактор на в. „Земеделско възраждане“. След 9 септември 1944 г. става част от Постоянното присъствие на БЗНС. Застава на страната на БКП и за съюза между БЗНС и комунистите. По-късно е председател на Окръжното ръководство на БЗНС в Стара Загора. Във втора народно събрание е член на Президиума на събранието. Бил е подпредседател на Общонародния комитет за българо-съветска дружба. С указ № 1286 от 26 юни 1981 г. е обявен за герой на социалистическия труд на България. Награждаван е с ордените „9 септември 1944 г.“ – II ст., „Народна република България“ – I и II ст., „Народна свобода 1941 – 1944 г.“ – I ст. и орден „Георги Димитров“.